# Újpest FC
Újpest Football Club (phát âm tiếng Hungary: [ˈuːjpɛʃt]) là một câu lạc bộ bóng đá chuyên nghiệp của Hungary có trụ sở đặt tại Újpest, Budapest, hiện đang tranh tài tại giải vô địch quốc gia Hungary.
Được thành lập vào năm 1885, Újpest đã lọt đến hạng đấu cao nhất - giải vô địch Hungary vào năm 1905 và chỉ bị rớt hạng một lần kể từ đó. Câu lạc bộ đã trở thành một phần của giải vô địch Hungary trong 108 năm liên tiếp. Újpest đã trở thành nhà vô địch bóng đá Hungary tới 20 lần, đoạt Cúp bóng đá Hungary 11 lần và Siêu cúp bóng đá Hungary 3 lần. Tại các giải đấu quốc tế Újpest là chủ nhân của hai chiếc Cúp Mitropa và vô địch Coupe des Nations năm. Đội bóng còn lọt đến vòng bán kết của Cúp C1 1973–74 và UEFA Cup Winners' Cup 1961–62, đồng thời là á quân của Inter-Cities Fairs Cup 1968–69.
Kể từ năm 1922 sân nhà của đội bóng là sân Szusza Ferenc Stadion ở Újpest. Kình địch lớn nhất của họ là câu lạc bộ đồng hương cùng ở Budapest là Ferencvárosi TC; sự thù địch giữa hai đội bóng này đã tạo nên một trận derby địa phương.
Újpest FC là một phần của câu lạc bộ thể thao Újpesti TE. Câu lạc bộ còn có nhiều bộ phận chơi thể thao khác, đại diện cho đội bóng tại các bộ môn khúc gôn cầu trên băng và bóng nước.

## Lịch sử hoạt động
Újpest FC được thành lập vào năm 1885. Lúc bấy giờ Újpest không thuộc địa phận của Budapest. Újpest đã chơi trận đầu tiên của giải vô địch quốc gia Hungary vào mùa giải 1905. Ở mùa bóng 1910–11 đội bị rớt hạng. Újpest đã giành danh hiệu vô địch quốc gia Hungary đầu tiên ở mùa giải 1929–30.
Ở cấp độ quốc tế thời kỳ thành công nhất của Újpest và giai đoạn cuối thập niên 1960 và đầu thập niên 1970. Ở Inter-Cities Fairs Cup 1968–69 đội bóng bị đánh bại ở trận chung kết bởi đại diện Newcastle United của Anh. Ở Cúp C1 1973–74 đội bóng lọt vào vòng bán kết và bị loại bởi Bayern München của Đức.

## Biểu trưng và màu sắc
Ngày 3 tháng 7 năm 2017, Újpest FC thông báo họ đã đổi biểu trưng trên ngực áo đấu.

### Lịch sử tên gọi
- 1885: Újpesti TE (Újpesti Torna Egylet)
- 1926: Újpest FC (Újpest Football Club) (due to the introduction of professional football)
- 1945: Újpesti TE
- 1950: Bp. Dózsa SE (Budapesti Dózsa Sport Egyesület)
- 1956: Újpesti TE (during the Hungarian revolution)
- 1957: Ú. Dózsa SC (Újpesti Dózsa Sport Club)
- 1991: Újpesti TE
- 1998: Újpest FC

### Các nhà cung cấp và tài trợ áo đấu
Bảng dưới đây ghi chi tiết các nhà cung cấp và tài trợ áo đấu cho Újpest FC theo năm:
| Thời gian | Nhà cung cấp áo đấu | Nhà tài trợ áo đấu         |
| --------- | ------------------- | -------------------------- |
|           | adidas              | –                          |
|           | adidas              | Budapest Bank              |
|           | Umbro               | ConCorde telecom           |
|           | Umbro               | Havasi Kft.                |
| 2003–2006 | Puma                | Walton                     |
| 2006–2007 | Puma                | –                          |
| 2007–2009 | Puma                | DHL                        |
| 2009–2010 | Puma                | Radisson Blu               |
| 2010–2011 | Puma                | Birdland Golf & SPA Resort |
| 2011–2012 | Puma                | GDF Suez                   |
| 2012–2016 | Puma                | –                          |
| 2016–2017 | Joma                | –                          |
| 2017–2018 | Joma                | Gallica                    |

Các nhà tài trợ hiện tạiJoma, Coca-Cola, Microsoft, Acquaworld Budapest, Ramada Resort Budapest, Puebla ticket, Karzol Trans, Szókép Nyomdaipari Kft., Lamborghini

## Sân vận động
Sân nhà của Újpest là sân vận động Szusza Ferenc Stadion; đây là sân nhà của họ kể từ khi nó khánh thành vào ngày 17 tháng 9 năm 1922. Sân được biết tới với cái tên Megyeri úti stadium cho đến khi nó được đổi tên, đặt theo tên chân sút huyền thoại của câu lạc bộ là Ferenc Szusza vào tháng 10 năm 2003. Sau khi được cải tạo vào các năm 2000 và 2001, sân có sức chứa 13.501 khán giả.

## Quyền sở hữu
Ngày 3 tháng 12 năm 2008, BBC Sport tiết lộ rằng câu lạc bộ Wolverhampton của giải bóng đá Ngoại hạng Anh đang cân nhắc liên kết với Újpest. Jez Moxey, Tổng giám đốc đièu hành của Wolves chia sẻ rằng "Chúng tôi đã có một vài cuộc thảo luận đầu tiên ở Budapest với các quan chức của Ujpest. Chúng tôi đã thảo luận về các vấn đề cho mượn cầu thủ, học viện và chia sẻ những phương thức hay nhất ở cả trong và ngoài sân cỏ."
Újpest đã tiếp cận Roland Duchâtelet để trở thành chủ sở hữu của câu lạc bộ. Mặc dù Roland từ chối lời mới của đội bóng, ông lại tiến cử con trai mình thành chủ sở hữu của Újpest. Roland Duchâtelet là chủ sở hữu của FC Carl Zeiss Jena và từng là ông chủ của các câu lạc bộ Standard Liège, AD Alcorcón và Charlton Athletic F.C..
Ngày 19 tháng 10 năm 2011, Roderick Duchâtelet, cựu giám đốc của Germinal Beerschot đã mua 95% cổ phần của City Budapest Zrt.
Roderick Duchâtelet cho biết ông muốn đem lại thời kỳ hưng thịnh hồi thập niên 1970 trở lại câu lạc bộ.
Ngày 27 tháng 10 năm 2011, Csaba Bartha, giám đốc quản lý của Újpest FC xác nhận rằng câu lạc bộ đã nhận được 150 triệu forint từ tay Roderick Duchâtelet.

## Cổ động viên

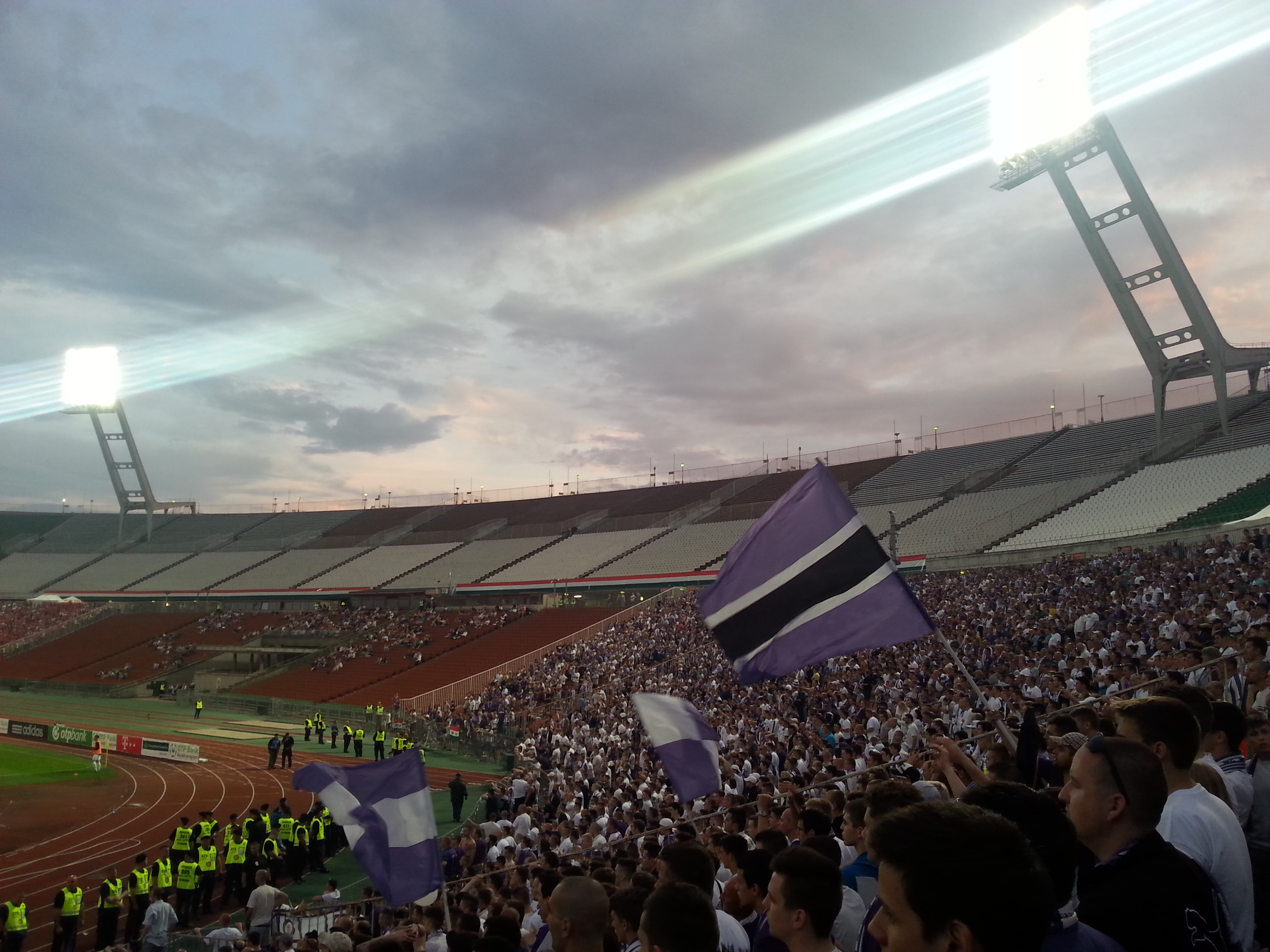
Các cổ động viên của Újpest tại sân vận động Ferenc Puskás vào ngày 25 tháng 5 năm 2014.

Các cổ động viên của Újpest chủ yếu đến từ quận thứ 4 của Budapest, quận trùng tên Újpest. Do thành công ở thập niên 1970, câu lạc bộ đã thu hút các cổ động viên từ khắp Budapest và toàn đất nước Hungary.
Cổ động viên nổi tiếng
| - Zoltán Zana, Szerencsi Gábor (nhạc sĩ) (A.k.a. Ganxta Zolee) - Henrik Havas (nhà báo) - György Gyula Zagyva (chính trị gia) | - András Stohl (nam diễn viên) - Zsolt Wintermantel (chính trị gia & thị trưởng Újpest) - Attila Széki (cầu thủ bóng đá, nhạc sĩ) (A.k.a. Curtis) - Gábor Szerencsi (sinh viện tại NKE) |

## Danh hiệu

### Nội địa
- Giải vô địch quốc gia Hungary:
  - Vô địch (20): 1929–30, 1930–31, 1932–33, 1934–35, 1938–39, 1945 Spring, 1945–46, 1946–47, 1959–60, 1969, 1970 Spring, 1970–71, 1971–72, 1972–73, 1973–74, 1974–75, 1977–78, 1978–79, 1989–90, 1997–98
- Giải bóng đá Hạng nhì Hungary:
  - Vô địch (2): 1904, 1911–12
- Cúp bóng đá Hungary:
  - Vô địch (11): 1969, 1970, 1974–75, 1981–82, 1982–83, 1986–87, 1991–92, 2001–02, 2013–14, 2017–18, 2020–21
- Siêu cúp bóng đá Hungary:
  - Vô địch (3): 1992, 2002, 2014

### Cấp quốc tế
- Cúp Mitropa:
  - Vô địch (2): 1929, 1939
  - Á quân (1): 1967
- Coupe des Nations 1930 (tiền thân của Champions League):
  - Vô địch (1): v Slavia Praha 3–0
- Inter-Cities Fairs Cup:
  - Á quân (1): 1968–69 v Newcastle United 0–3 và2–3
- European Cup of Champions:
  - Dự vòng bán kết (1): 1973–74 v FC Bayern München 1–1 và 0–3
- UEFA Cup Winners' Cup:
  - Dự vòng bán kết (1): 1961–62 v AC Fiorentina 0–1 và0–2

### Giao hữu
- Joan Gamper Trophy:
  - Vô địch (1): 1970
- Trofeo Colombino:
  - Vô địch (1): 1971

## Các cầu thủ

### Đội hình hiện tại
Tính đến 12 tháng 2 năm 2021
Ghi chú: Quốc kỳ chỉ đội tuyển quốc gia được xác định rõ trong điều lệ tư cách FIFA. Các cầu thủ có thể giữ hơn một quốc tịch ngoài FIFA.
| Số | VT | Quốc gia      | Cầu thủ                    |
| -- | -- | ------------- | -------------------------- |
| 1  | TM | Serbia        | Filip Pajović              |
| 3  | HV | Montenegro    | Jovan Baošić               |
| 4  | HV | Bắc Macedonia | Kire Ristevski             |
| 5  | HV | Hungary       | Zsolt Máté                 |
| 6  | TĐ | Bỉ            | Yassine El Ghanassy        |
| 7  | TV | Hungary       | Krisztián Simon (thủ quân) |
| 8  | TV | Hungary       | András Stieber             |
| 9  | TĐ | Hungary       | Patrik Bacsa               |
| 10 | TĐ | Hungary       | Zoltán Stieber             |
| 11 | TĐ | Bờ Biển Ngà   | Junior Tallo               |
| 13 | HV | Hy Lạp        | Giorgos Koutroubis         |
| 14 | TV | Hungary       | Áron Csongvai              |
| 15 | TV | Serbia        | Miroslav Bjeloš            |
| 17 | TĐ | Gruzia        | Giorgi Beridze             |

| Số | VT | Quốc gia   | Cầu thủ               |
| -- | -- | ---------- | --------------------- |
| 19 | HV | Bồ Đào Nha | Mauro Cerqueira       |
| 20 | HV | Nigeria    | Simeon Ajanah-Chinedu |
| 21 | HV | Serbia     | Nemanja Antonov       |
| 22 | TV | Serbia     | Nikola Mitrović       |
| 23 | TM | Hungary    | Dávid Banai           |
| 24 | TV | Pháp       | Yohan Croizet         |
| 27 | TV | Hungary    | Mátyás Katona         |
| 30 | TV | Nigeria    | Vincent Onovo         |
| 34 | TM | Hungary    | Zoltán Tomori         |
| 49 | HV | Serbia     | Branko Pauljević      |
| 55 | TV | Hungary    | Péter Szakály         |
| 62 | HV | Kosovo     | Lirim Kastrati        |
| 77 | TĐ | Croatia    | Antonio Perošević     |
| —  | TĐ | Guinée     | Victor Kantabadouno   |

### Cho mượn
Ghi chú: Quốc kỳ chỉ đội tuyển quốc gia được xác định rõ trong điều lệ tư cách FIFA. Các cầu thủ có thể giữ hơn một quốc tịch ngoài FIFA.
| Số | VT | Quốc gia | Cầu thủ |
| -- | -- | -------- | ------- |

## Đội ngũ nhân sự

### Ban lãnh đạo
| Vị trí           | Tên                 |
| ---------------- | ------------------- |
| Chủ tịch         | Roderick Duchâtelet |
| Giám đốc quản lý | Csaba Berta         |

### Bộ phận chuyên môn
| Vị trí                  | Tên             |
| ----------------------- | --------------- |
| Huấn luyện viên         | Michael Oenning |
| Trợ lý huấn luyện viên  | István Gál      |
| Huấn viên đội dự bị     | Péter Víg       |
| Huấn luyện viên thủ môn | András Babócsy  |
| Huấn luyện viên thể lực | Dávid Hamál     |
| Bác sĩ câu lạc bộ       | Iván Kollár     |